# Parlamentswahl in Slowenien 2018
- L: 9
- SD: 10
- LMŠ: 13
- SMC: 10
- SAB: 5
- DeSUS: 5
- Minderheiten: 2
- NSi: 7
- SDS: 25
- SNS: 4

Die Wahl zur Nationalversammlung in Slowenien 2018 fand am 3. Juni 2018 statt. Gewählt wurden die 90 Abgeordneten des Parlamentes.

## Vorgeschichte
Bei der Wahl handelte es sich formal um eine vorgezogene Wahl. Die Wahl hätte turnusmäßig eigentlich erst am 10. Juni 2018 stattfinden sollen. Nach dem Rücktritt von Premierminister Miro Cerar am 14. März 2018 war es jedoch zu einer Regierungskrise gekommen. 
Staatspräsident Pahor verzichtete darauf, einen anderen Politiker mit der Regierungsbildung zu beauftragen, und sprach sich stattdessen für die Vorziehung des Wahltermins zum Parlament aus.
Diese Position unterstützten die im Parlament vertretenen politischen Parteien.
Da sich kein Nachfolger für Cerar fand, löste Präsident Pahor am 14. April 2018 die Nationalversammlung auf und ließ die Neuwahl für den 3. Juni 2018 ausschreiben – eine Woche früher als ursprünglich vorgesehen.

## Wahlkampf
Der offizielle Wahlkampf begann am 4. Mai 2018. Ein Wahlkampfthema war das Verhältnis zum Nachbarstaat Kroatien. Hier gibt es seit längerem einen Grenzstreit über die genaue Grenzziehung in der Bucht von Piran und auch an verschiedenen Stellen der gemeinsamen Landgrenze, der bisher trotz verschiedener Schlichtungsversuche nicht beigelegt werden konnte. Verschiedene Politiker warfen sich im Wahlkampf gegenseitig Versäumnisse und Fehler in den bisherigen Verhandlungen vor. 
Ein anderes Thema war die Flüchtlings- und Migrationsproblematik. Hier war vor allem die konservative Slowenische Demokratische Partei (SDS) unter ihrem Vorsitzenden, dem Ex-Regierungschef Janez Janša zu hören, die für eine verstärkte Abschottung und Zurückweisung von Migranten und gegen EU-Flüchtlingsquoten argumentierte. 

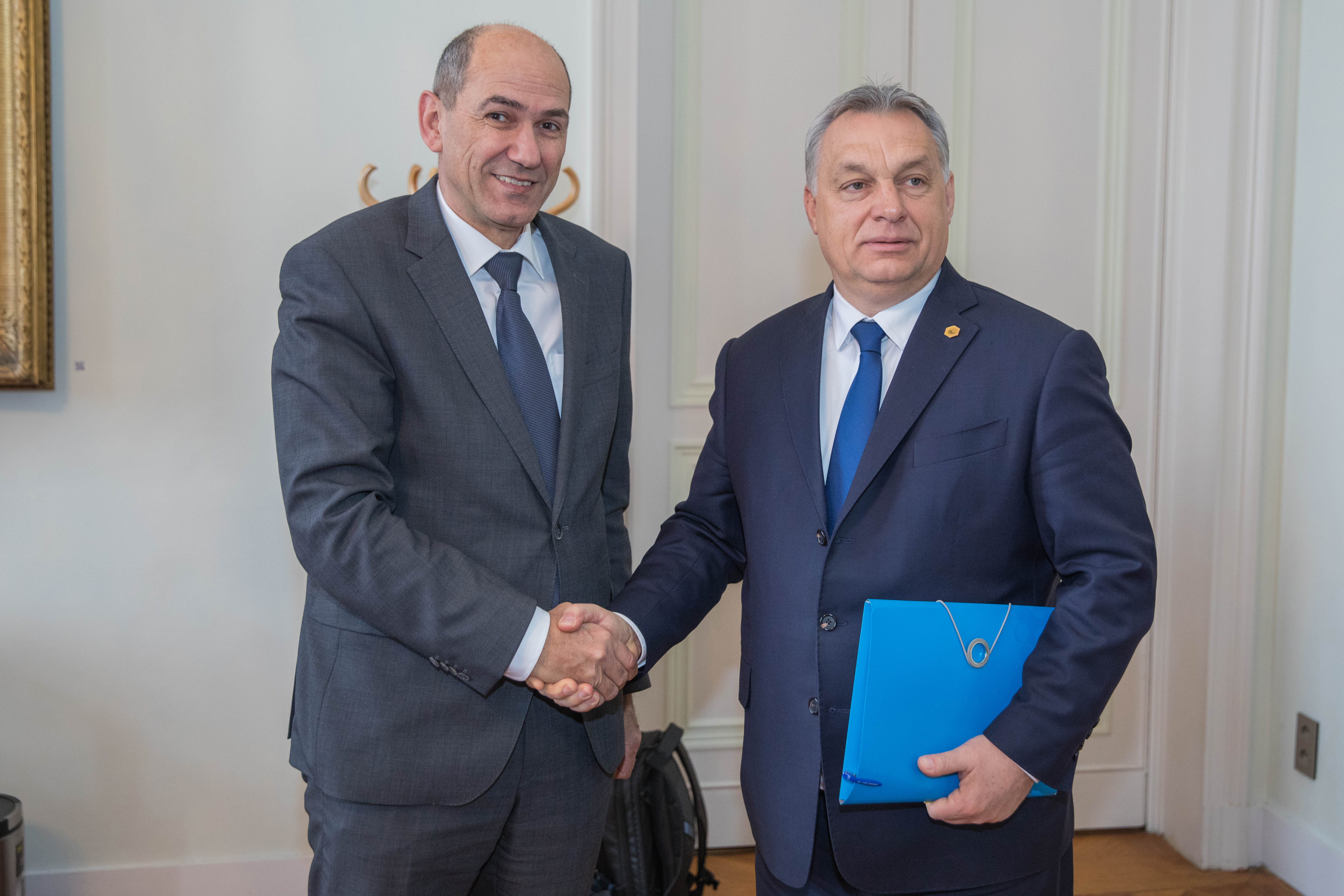
Janez Janša mit Viktor Orbán im Wahlkampf

Der SDS wurden in Umfragen die höchsten Stimmenanteile vorausgesagt. Der Parteivorsitzende Janša ist in Slowenien sehr umstritten und war im Jahr 2014 rechtswirksam wegen Korruption im Amt zu einer Haftstrafe verurteilt worden. Im Wahlkampf wurde er prominent vom ungarischen Ministerpräsidenten Viktor Orbán auf Wahlkampfveranstaltungen unterstützt. 
Janšas politische Gegner warnten vor einer drohenden „Orbanisierung“ Sloweniens und vor der Entwicklung hin zum Modell einer „illiberalen Demokratie“. Auch der Liste Marjan Šarec (LMŠ) des Politik-Quereinsteigers und Ex-Präsidentschaftskandidaten Marjan Šarec wurden Stimmenanteile von bis deutlich über 10 Prozent vorausgesagt.
Ein weiteres Thema des Wahlkampfes war die gefühlte Unterfinanzierung des slowenischen Gesundheitssystems, das trotz guter Gesamtwirtschaftsdaten (im Jahr 2018 wurde Slowenien ein Wirtschaftswachstum von über 5 % prognostiziert) mit Personal- und Ressourcenknappheit zu kämpfen hat.

## Wahlsystem

Die 8 Wahlkreise Sloweniens:
1 Kranj (Krainburg)
2 Postojna
3 Ljubljana, Center (Laibach-Zentrum)
4 Ljubljana, Bežigrad (L.-Bežigrad)
5 Celje (Zilli)
6 Novo mesto
7 Maribor (Marburg a. d. Drau)
8 Ptuj

Die Nationalversammlung wird in Slowenien nach dem Verhältniswahlverfahren gewählt. Zu vergeben sind insgesamt 90 Sitze, von denen je einer für die ungarische und italienische Minderheit reserviert ist. Das Land ist in 8 Wahlkreise unterteilt, die wiederum in 11 Wahldistrikte zerfallen. Die Mandate werden in jedem der 8 Wahlkreise nach dem Droop-Quotensystem verteilt. 
Im Prinzip ist zwar angestrebt, dass in jedem Distrikt ein Abgeordneter gewählt wird, jedoch ist dies in der Realität aufgrund des Wahlverfahrens in Mehrpersonenwahlkreisen in der Regel nicht der Fall. 
Meist gibt es Distrikte, aus denen mehr als ein Abgeordneter gewählt wird, und solche, die durch keinen Abgeordneten vertreten werden. Es gibt eine Sperrklausel von vier Prozent, die sowohl auf Ebene der Wahlkreise, als auch national gilt. 
Auf nationaler Ebene erfolgt eine Angleichung nach dem D’Hondt-Verfahren. Die Legislaturperiode beträgt vier Jahre.

## Ergebnis

### Gesamtergebnis

Gewählte Abgeordnete nach Wahlkreisen

| Partei                           | Partei                                              | Stimmen   | Stimmen | Stimmen | Sitze  | Sitze  | Sitze |
| Partei                           | Partei                                              | Anzahl    | %       | +/−     | Anzahl | %      | +/−   |
| -------------------------------- | --------------------------------------------------- | --------- | ------- | ------- | ------ | ------ | ----- |
|                                  | Slowenische Demokratische Partei (SDS)              | 222.042   | 24,92   | +4,21   | 25     | 27,78  | +4    |
|                                  | Liste Marjan Šarec (LMŠ)                            | 112.250   | 12,60   | Neu     | 13     | 14,44  | Neu   |
|                                  | Sozialdemokraten (SD)                               | 88.524    | 9,93    | +3,95   | 10     | 11,11  | +4    |
|                                  | Partei des modernen Zentrums (SMC)                  | 86.868    | 9,75    | −24,74  | 10     | 11,11  | −26   |
|                                  | Linke (L)                                           | 83.108    | 9,33    | +3,36   | 9      | 10,00  | +3    |
|                                  | Neues Slowenien (NSi)                               | 63.792    | 7,16    | +1,57   | 7      | 7,78   | +2    |
|                                  | Partei von Alenka Bratušek (SAB)                    | 45.492    | 5,11    | +0,73   | 5      | 5,56   | +1    |
|                                  | Demokratische Pensionistenpartei Sloweniens (DeSUS) | 43.889    | 4,93    | −5,25   | 5      | 5,56   | −5    |
|                                  | Slowenische Nationale Partei (SNS)                  | 37.182    | 4,17    | +1,97   | 4      | 4,44   | +4    |
|                                  | Slowenische Volkspartei (SLS)                       | 23.329    | 2,62    | −1,33   | 0      | 0,00   | −     |
|                                  | Sonstige                                            | 94.978    | 10,54   | +2,93   | 0      | 0,00   | –     |
|                                  | Minderheiten                                        | –         | –       | –       | 2      | 2,22   | –     |
| Gesamt                           | Gesamt                                              | 901.454   | 100,00  |         | 90     | 100,00 |       |
| Gültige Stimmen                  | Gültige Stimmen                                     | 891.097   | 98,87   | +0,20   |        |        |       |
| Ungültige Stimmen                | Ungültige Stimmen                                   | 10.357    | 1,14    | −0,20   |        |        |       |
| Wahlbeteiligung                  | Wahlbeteiligung                                     | 901.454   | 52,63   | +0,90   |        |        |       |
| Nichtwähler                      | Nichtwähler                                         | 811.213   | 47,37   | −0,90   |        |        |       |
| Wahlberechtigte                  | Wahlberechtigte                                     | 1.712.667 |         |         |        |        |       |
| Quelle: Nationale Wahlkommission |                                                     |           |         |         |        |        |       |

### Gewählte Abgeordnete nach Wahlkreisen
| Nr    | Wahlkreis                           | SDS | LMS | SD | SMC | L | NSi | DeSUS | SAB | SNS | Gesamt |
| ----- | ----------------------------------- | --- | --- | -- | --- | - | --- | ----- | --- | --- | ------ |
| 1     | Kranj (Krainburg)                   | 3   | 3   | 1  | 1   | 1 | 1   | 0     | 1   | 0   | 11     |
| 2     | Postojna                            | 3   | 1   | 2  | 1   | 1 | 1   | 1     | 1   | 0   | 11     |
| 3     | Ljubljana, Center (Laibach-Zentrum) | 3   | 2   | 1  | 2   | 1 | 1   | 0     | 1   | 0   | 11     |
| 4     | Ljubljana, Bežigrad (L.-Bežigrad)   | 3   | 2   | 1  | 1   | 2 | 1   | 0     | 1   | 0   | 11     |
| 5     | Celje (Zilli)                       | 3   | 2   | 1  | 1   | 1 | 0   | 1     | 1   | 1   | 11     |
| 6     | Novo mesto                          | 3   | 1   | 2  | 1   | 1 | 1   | 1     | 0   | 1   | 11     |
| 7     | Maribor (Marburg a. d. Drau)        | 3   | 1   | 1  | 2   | 1 | 1   | 1     | 0   | 1   | 11     |
| 8     | Ptuj                                | 4   | 1   | 1  | 1   | 1 | 1   | 1     | 0   | 1   | 11     |
| Summe | Summe                               | 25  | 13  | 10 | 10  | 9 | 7   | 5     | 5   | 4   | 88     |